# Уанис Петро
Уанис Петро (Ованес Петросян; 12 сентября 1781; Шуша, Карабахское ханство — 1841) — мамлюк армянского происхождения, один из сподвижников Наполеона Бонапарта.

## Биография
Уанис Петро родился 12 сентября 1781 в Шуше в семье армян. При рождении получил имя Ованес.
В 1797 году попал в плен к персам и продан в Египет.
О его жизни в этот период известно мало, однако во времена египетской кампании Наполеона он оказался в числе тех мамлюков, которые решили перейти на сторону французов где и получил имя Уанис Петро.
19 июня 1799 был зачислен в отряд сирийских янычар, а в эскадрон египетских мамлюков перевёлся 23 марта 1802, уже во Франции.
С 1799 по 1813 годы Ованес проходил службу во французской армии, за это время он участвовал в 10 военных походах, несколько раз был серьёзно ранен.
Получил чин ефрейтора, а с 1809 — унтер-офицера 3-го отряда эскадрона мамлюков, в котором и оставался до конца службы.
За битву при Аустерлице удостоен ордена почётного легиона.
После окончательного поражения Наполеона в битве при Ватерлоо Ованес вынужден был покинуть Францию из-за начавшихся по всей стране гонений на мамлюков.
Принимал участие в русско-персидской войне 1826—1828 годов, занятие Восточной Армении, будучи командиром конного отряда, награждён медалью.

## Семья
отец — Петрос

мать — Маргарита

## Награды
- Кавалер «Ордена почётного легиона»
- Геральдическая лилия
- Медаль «За персидскую войну»